# Rőthy István

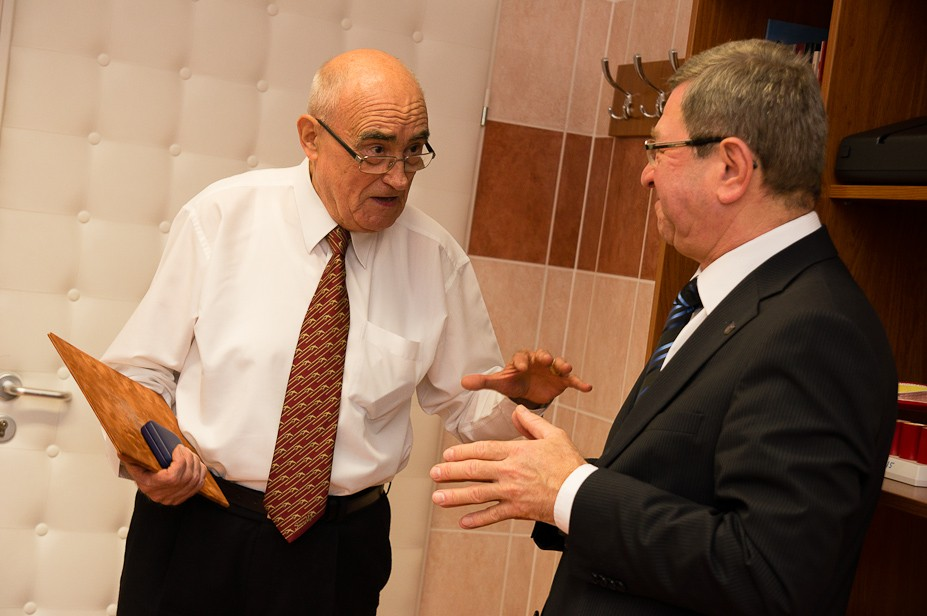
Claudius Emlékérmet ésemléklapot ad át Rőthy doktornak dr. Puskás Tivadar polgármester (2012).

Rőthy István, született Gruber István (Szombathely, 1932. szeptember 4. – Szombathely, 2019. április 28.) belgyógyász főorvos.

## Életpályája
Édesapja dr. Gruber (Rőthy) István rendelőintézeti szakfőorvos (1900–1976), édesanyja Tuboly Anna (1912–1968). Származását illetően apai oldalról Vas vármegyei hienc Pinkakertesről, Rőtfalváról. A hienc német népcsoport, még az Árpád-házi királyok idejében kerültek Bajorországból a nyugati Őrvidékre (Burgenland), a gyepűre – határőrizet volt a feladatuk. Anyai oldalról a göcseji Őrségből Tubolyszegről származott. 1938 – Püspöki Elemi Iskola (négy éven át osztály- és padtársa volt Brenner János, az 1957-ban 32 késszúrással megölt káplán, vértanú). Ezt követően 1942–48 között a Premontrei Rendi Szent Norbert Gimnáziumba, majd jogutódjába, a Nagy Lajos Gimnáziumba járt 1949-től, itt érettségizett 1951-ben.
Nehéz korban gyerekeskedett, hiszen a Trianon utáni szegénység, a gazdasági világválság, majd a háború megnehezítette a magyar családok életét. A megszálló szovjet csapatok garázdálkodása elől 1945-ben Ausztriába menekült a család. Apjának a salzkammerguti Mondsee-ben, az ott eltöltött közel egy év alatt felismert belgyógyászati szaktudása alapján állást kínáltak, melyet nem fogadott el. A hazaszeretet visszahozta őket Szombathelyre, ahol a háromgyermekes család a mindenüket megsemmisítő bombázás után elkezdhette újraépíteni életét.
Apja, magyar érzelmeitől indíttatva, a korabeli magyarosítási hullám végén, 1947-ben vette fel anyai ágának nevét, a Rőthy családnevet. Istvánt osztályidegenként, mivel anyai nagyapja Tubolyszegi Tuboly Lajos sárvári főszolgabíró volt, nem vették fel az egyetemre, ezért előbb kórházi betegszállító munkás lett, majd egy „hálás” munkáskáder segítségével az Írottkői Állami Erdőgazdaság Zanati úti fűrészüzemében (később Nyufako, majd Falco) adminisztrátor, azt követően szállításvezető lett. Származásán „javítva”, két év késéssel került a Pécsi Orvostudományi Egyetemre, ahol a rendszer megfigyelői ellenére csak kivételes szorgalommal, kollegialitással, csendes, szerény magatartással és következetes óvatossággal volt képes vallását gyakorolni, s egy dékáni figyelmeztetés ellenére az egyetemen maradni.
Évfolyamába 196-an iratkoztak be, 103 hallgatót avattak orvossá 1958 szeptemberében. A hat év során kb. 30-40 évfolyamtársát csak azért zártak ki az egyetemről a Rákosi-korban, mert beiratkozáskor nem írta be, hogy pl. a nagyapjának cséplőgépe volt, és mint ilyen, kuláknak minősült. Vagy azért zárták ki, mert kollégiumi lakóként a szobájában Szabad Európa rádiót, vagy Amerika Hangját hallgatott. Több ember, ő is dékáni figyelmeztetésben részesült, mert szentmisén vett részt, ahol egy spicli meglátta és besúgta.
Az 1956-os forradalom idején csaknem csatlakozott emigrálni készülő 10 kollégájához, de hazaszeretete erősebb volt a szabadságvágyánál. 1958-ban „cum laude” diplomával végzett. Mivel egyetemi állásra nem pályázhatott, ezért hazakerült Szombathelyre, ahol kezdetben – a később pécsi professzor – dr. Barta Ottó ortopédiai, majd Prof. dr. Szabolcs Zoltán sebészeti osztályán kapott orvosgyakornoki állást a Markusovszky Lajos kórházban. Gyakornoki ideje lejártával – nem utolsó sorban „klerikális” édesapja okán – körzeti orvosi és üzemorvosi megbízatást kapott annak ellenére, hogy egy tudományos pályázaton 1960-ban, sógorával, dr. Széll Kálmánnal (1926–) első díjban részesült.
Dr. Balló László megyei főorvos – volt ÁVH-s orvos Répcelakra rendelte ki. A Megyei Tanács elnöke, Gonda György továbbra sem engedélyezte a kórházban való foglalkoztatását, mely elengedhetetlen volt a belgyógyászati szakvizsga megszerzéséhez. Dr. Lukáts Jenő minisztériumi orvos engedélyével 1968-70 a szakvizsgához szükséges időre kórházi felvételt nyert. 1970-ben Budapesten, az OTKI III. Belgyógyászati Klinikáján, dr. Strausz Imre professzornál vizsgázott jeles eredménnyel belgyógyászatból. Dr. Szabolcs Zoltán kérte, hogy belgyógyász konziliáriusként az osztályán dolgozhasson, de ezt nem engedték meg. Ezt követően került a szombathelyi Wesselényi úti, később a zanati, végül 1971-ben a Rumi úti körzeti orvosi rendelőbe, ahol a rendszerváltozást követően háziorvosként – részben már nyugdíjasként is – több mint 54 évet dolgozott.
A munkaadó város tanácsától 1971-ben körzeti főorvosi címet kapott. Kiváló munkáját 1975-ben írásos miniszteri dicsérettel, 1995-ben a Markusovszky Kórház címzetes főorvosi címmel, ugyanebben az évben Szombathely városa „Pro Sanitate Savariae” életmű díjjal ismerték el. Két házasságából három fia és egy leánya született, valamennyiből orvos lett.